# Charissa Thompsonová
Charissa Thompsonová (nepřechýleně Charissa Thompson, rodným jménem Charissa Jean Thompson; 4. května 1982, Seattle, Spojené státy americké) je americká televizní novinářka a reportérka, která se zaměřuje na komentování amerického fotbalu. Pracuje pro Fox Sports a Amazon Prime Video. Ve své kariéře pracovala pro řadu médií včetně ESPN, Versusu, GSN a Big Ten Network. Spolumoderovala pořad SportsNation společně s Marcellusem Willeyim na televizi ESPN až do svého odchodu k  Fox Sports v červnu 2013. Stala se komentátorkou pořadu Fox Sport Live na nově vzniklé stanici Fox Sports 1 v srpnu 2013.

## Dětství a vzdělání
Thompsonová se narodila v Seattlu jako nejmladší dítě do tříčlenné rodiny. Věděla už od svého mladí, že se chce stát televizní hlasatelkou. Navštěvovala Inglemoor High School ve washingtonském městě Kenmore. Následně se Thompsonová přestěhovala do Kalifornie, aby zde získala trvalé bydliště a začala studovat komunitní vysokou školu. Thompsonová později přestoupila na Kalifornskou univerzitu v Santa Barbaře, kde získala titul bakalář v oboru Právo a společnost v roce 2004. Novináři ze sportovního magazínu Sports Illustrated napsali, že Thompsonová opustila Washington State University proto, aby mohla jít na komunitní vysokou školu a následně na Kalifornskou univerzitu v Santa Barbaře. Thompsonová sdělila, že Washington State University nikdy nestudovala.

## Kariéra

### Big Ten Network a Fox Sports Net (2007-2010)
Na počátku kariéry se Thompsonová objevila ve vysokoškolských sportovních show v televizních stanicích Big Ten Network a Fox Sports Net. Na stanicích se zaměřovala na reportáže ze zápasů amerického fotbalu a basketballu vysokoškoláků. Následně se stala reportérkou  National Football League v pořadu NFL on Fox.
Při spolupráci s prvními dvěma televizemi účinkovala v pořadech jako Big Ten's Best nebo Friday Night Tailgate. Následně se zaměřila na komentování baseballu v snímcích jako The 2007 MLB All-Star Game Red Carpet Parade nebo The Baseball Report na stanici Fox Sports Net. Jejímu komentování se nevyhlo ani rodeo, které rozebírala v pořadu Toughest Cowboy. Do roku 2009 – kdy stanice Fox Sports Net pořad zrušila – byla členkou moderátorského tria společně s Chrisem Rosem a Johnem Salleyim v pořadu The Best Damn Sports Show Period. Také se podílela na tvorbě pořadu Toughest Cowboy.
Thompsonová dokončila svůj první běh jako vedlejší reportérka NFL na podzim 2008. Už při moderování v sezóně 2008 se rozhodla pro změnu vlastní image. Thompsonová si odbarvila vlasy z blond barvy, aby se zbavila předsudků o tom, že vypadá jako Barbie. Její proměna vyvolala reakce u sportovních bloggerů, kteří ji kritizovali.  Poté se Thompsonová přebarvila na svoji původní barvu vlasů.
Na začátku své kariéry se objevila i mimo televizní sítě Big Ten Network a FSN. Byla na obálce dubnového vydání časopisu Access DirecTV (měsíčník poskytovatele satelitní televize DirecTV podobný televiznímu průvodci) v roce 2009 a udělala rozhovor s nadhazovačem Philadelphie Phillies Colem Hamelsem pro tematický článek. V roce 2009 se také podílela na moderování pořadu Big Saturday Night na Game Show Network (GSN). Objevila se v pořadu Shaq vs. jako reportérka u postranní čáry. Na podzim 2009 působila jako reportérka NHL na stanici Versus.
Pro společnost Big Ten Network moderovala Thompsonová několik děl včetně Big Ten’s Best nebo Friday Night Tailgate.
Produkční ze společnosti FSN se rozhodli začlenit Thompsonovou do baseballového vysílání. Proto se objevila jako moderátorka The 2007 MLB All-Star Game Red Carpet Paradase nebo The Baseball Report.

### Pokračování kariéry a růst u stanice ESPN (2010–2013)
V roce 2010 se Thompsonová objevila u v pořadu NFL Now Updates. Ve stejném roce pokrývala Zimní olympijské hry v kanadském Vancouveru pro Yahoo Sports. Moderovala pořad Fast Track To Fame na televizní stanici společnosti Speed Network’s společně se  Michaelem Waltripem, závodníkem v důchodu. V červnu a červenci mluvila do televize o výsledcích Mistrovství světa ve fotbale v Jihoafrické republice.
Na začátku roku 2011 pokrývala Thompsonová BCS National Championship Game opět pro Yahoo Sports. V lednu 2011, týden poté, moderovala přenos z akce Super Bowl XLV z texanského Dallasu a sportovní utkání NBA All-Star Game. Ze zmíněných utkání přispívala i pro televizní stanici Venus, kde ji a její kolegyni Lindsay Soto nahradili Pierrem McGuirem, Brianem Engblonem a Darrrenem Pangem ke konci ledna 2011.
V červnu 2011 se Thompsonová připojila ke stanici ESPN. Společně s Michaelem Smithem spolumoderovala pořad Numbers Never Lie, který měl premiéru v televizi 12. září 2011. Dále účinkovala v pořadech jako SportsNation nebo First Take. Když Michelle Beadle, moderátor pořadu SportsNation odešel na stanici NBC, vzala Thompsonová jeho pracovní místo. Thompsonová opustila stanici ESPN v červnu 2013, aby se mohla vrátit ke Fox Sports.
V roce 2013 komentovala Thompsonová společně s Joeyem Lawrencem televizní reality show Splash na stanici ABC. V soutěži skákali soutěžící z olympijských bazénových plošin. Olympijští potápěči David Boudia a Steve Foley následně hodnotili spolu s diváky jejich výkony.

### Opětovný přechod k Fox Sports po spuštění stanice FS1 (2013–současnost)
Thompsonová se vrátila k Fox Sports v roce 2013 kvůli spuštění televizní stanice Fox Sports 1. Začala zde pracovat jako komentátorka v pořadu Fox Sports Live. Následně moderovala pořad Fox NFL Kickoff.  V roce 2018 nahradila reportérku Katie Nolanovou v pořadu NFL Films Presents na stanici FS1.

### Thursday Night Football (2022–současnost)
Od roku 2022 Thompsonová uvádí pořad Thursday Night Football na stanici Prime Video. Jedná se o seriál, který přináší předzápasové, poločasové a pozápasové přenosy amerického fotbalu dostupné pouze pomocí streamování.

### Smyšlené citáty hráčů
V listopadu 2023 při rozhovoru pro Barstool Sports řekla Thompsonová, že si vymyslela citáty některých hráčů a trenérů amerického fotbalu, když dělala reportérku přímo na hřišti. Doslova k situaci sdělila: „Řekla jsem to už předtím a nebyla jsem vyhozená, takže to řeknu ještě jednou. Někdy jsem si citace vymýšlela.“ Za neupřímnost Thompsonovou zkritizovali ostatní reportéři amerického fotbalu i organizace Society of Professional Journalists (zkráceně SPJ). Zástupci organizace se k situaci vyjádřili: „Etický kodex SPJ se zabývá pravdou, újmou, nezávislostí a odpovědností. Za to, že svým lhaním zničila (Thompsonová) tři etické zásady, zasloužila trojnásobnou kritiku.“
Thompsonová zveřejnila na svém instagramovém profilu vyjádření ke zmíněnému přiznání o falšování zpráv 17. listopadu 2023. V příspěvku se Thompsonová omluvila, že použila špatná slova. Také uvedla, že si vymýšlela vyjádření hráčů a koučů díky sledování hry a že její výmysly byly spojované s aspekty, kvůli kterým by ji nikdo ze zúčastněných lidí neopravil. Na závěr argumentovala, že její lživé reporty ze hry nepřipsala jako přímou citaci jakémukoliv hráči či trenérovi.

### Účinkování v dalším vysílání
Thompsonová účinkovala na několika pracovních pozicích mimo sportovní vysílání. V roce 2013 se připojila k Mariu Lopezovi a Tracy Edmondsové jako spolumoderátorka syndikačního televizního pořadu Extra. Také se objevila jako host v pořadu Barstool Spelling Bee v květnu 2015. V roce 2016 bylo oznámeno, že Thompsonová bude hostem v reality show Ultimate Beastmaster, která se vysílala na Netflixu. Thompsonová se připojila ke komentátorskému týmu společnosti Top Rank při boxerském zápase mezi Mannyem Pacquiaonem a Jessiem Vargasem.
Zahrála si v reklamě na otcovu autoprodejnu vysílané na lokální washingtonské televizní stanici.

## Osobní život
Thompsonová promluvila o článku o své osobě na anglickojazyčné Wikipedii, aby vyvrátila, že nebyla trapézovou umělkyní. Bydlí v Malibu.  Thompsonová prodávala vlastní nemovitost v Malibu původně za 3 miliony amerických dolarů, později však cenu snižila jen na 2,5 milionu. V lednu 2020 se zasnoubila se sportovním agentem Kylem Thousandem. Pár se vzal 30. prosince 2020. Vzájemné odloučení oznámili rok po svatbě a rozvedli se v dubnu 2022.
Thompsonová se už jednou provdala ve svých pětadvaceti letech. Také chodila s Jayem Williamsem, analytikem stanice ESPN a bývalých hráčem týmu Chicago Bulls.
V lednu 2018 se dostaly nahé fotky Thompsonové na veřejnost, když její účet na službě iCloud byl hacknutý. Thompsonová okamžitě provedla právní kroky. Téhož roku v červnu sdělila při rozhovoru pro magazín The Athletic: „Pokud jde o vaše fyzické bytí a intimní fotografie mezi vámi a vaším přítelem a věci, které jste někomu poslali, když jste byli ve vztahu na dálku a zamilovaní, je to váš soukromý majetek. Takže jsem to cítila samozřejmě jako obrovský zásah.“